# Jaroslav Lorman
Jaroslav Lorman (* 18. ledna 1973 Praha) je český morální teolog, bývalý římskokatolický jáhen, vysokoškolský pedagog a překladatel.

## Život
Je synem rozhlasového režiséra Jana Lormana a herečky Blanky Lormanové.
V sedmnácti letech se připojil k evangelikálům. Protože se evangelikálové vymezovali vůči katolické teologii, začal ji studovat a oslovila jej do té míry, že konvertoval ke katolické církvi.
Vystudoval latinu a germanistiku na Filozofické fakultě Univerzity Karlovy. Státní závěrečné zkoušky vykonal v letech 1996 (germanistika), 1997 (psychologie a pedagogika) a 1999 (latina). Tématem jeho diplomové práce bylo Paulus Orosius – křesťanský interpret dějin. Dále studoval v letech 2000–2006 na Katolické teologické fakultě UK. Studia zakončil diplomovou prací Milovat život je pravá bohoslužba – analýza vybraných morálně-teologických josefinských traktátů. Ve stejném roce mu byla udělena rektorem Univerzity Karlovy Cena Josefa Dobrovského pro nejlepší absolventy teologických oborů.
Titul Th.Lic. získal v roce 2008 na základě obhajoby rigorózní práce Láska je pramenem vší ctnosti – Ověření konceptu autonomní morálky v díle Augustina Zippeho.
Doktorandský titul Th.D. získal na základě disertační práce Etika mezi rozumem a zjevením – Analýza morálně-teologického konceptu Augustina Zippeho (1746/7 – 1816). Získal jáhenské svěcení.
V roce 2015 zprostředkoval vystoupení americké řeholnice Jeannie Gramick v rámci akce Prague Pride 2015. Její přednáška O šikaně v církvi a mimo ni měla proběhnout v pražské Akademické farnosti. Arcibiskup Dominik Duka přednášku zakázal. Přednáška poté proběhla na půdě Filozofické fakulty Univerzity Karlovy.
Je zastáncem obnovení jáhenství pro ženy.
Od roku 2019 působil jako výkonný ředitel organizace ŽIVOT 90, zaměřené na podporu seniorů. Na této pozici vystřídal svého otce Jana, který organizaci v roce 1990 spolu se svou ženou Blankou založil. Ke dni 1. ledna 2021 mu pak otec předal funkci jejího ředitele a statutárního zástupce.

## Osobní život
Byl ženatý, je otcem čtyř dětí. V roce 2015 zveřejnil svou homosexuální orientaci. Rozvedl se a začal se věnovat aktivismu. V září 2015 mu byl odňat souhlas s výukou na KTF UK a snížen pracovní úvazek .

## Spisy
- Post tenebras spero lucem : duchovní tvář českého osvícenství, editoři: Jaroslav Lorman, Daniela Tinková: Praha : Casablanca, 2009, 414 s.